# Germen (revista)
Germen : revista dos estudantes de medicina do Porto : medicina, cultura e vida académica tem início em 1932, tendo como diretores Tiago Ferreira e Pedro de Sampaio, estudantes naquela Faculdade. O seu objetivo era "mostrar que a nossa Faculdade vive (…), acordada e atenta a tudo o que se passa à sua volta, a todos os problemas actuais que possam interessar ao médico que saiba ou queira ser médico".  A nível de conteúdo, encontram-se nesta revista, maioritariamente, estudos médicos inovadores e trabalhos experimentais ilustrados, publicados por professores e assistentes de várias áreas da Medicina, mas também por estudantes. Em paralelo, e em secções próprias, a revista aposta também em conteúdos não-científicos, como se deduz do subtítulo. A colaboração deste jornal é feita por estudantes e professores da faculdade de medicina do Porto entre eles: Luís de Pina, Abel Salazar, Fernando de Castro Pires de Lima, Mendes Correia, e Hernâni Monteiro.